# 장흥 주씨
장흥 주씨(長興周氏)는 전라남도 장흥군을 본관으로 하는 한국의 성씨이다. 시조 주언방(周彦邦)은 초계 주씨의 시조인 주황(周璜)의 후손이며, 고려에서 전법판서(典法判書)를 지낸 뒤 정주군(定州君)에 봉해졌다.

## 참고 자료
- “장흥주씨(長興周氏)”. 뿌리를 찾아서.[깨진 링크(과거 내용 찾기)]